# Anthem for the Year 2000
Anthem for the Year 2000 és una cançó de la banda australiana Silverchair llançada com a primer senzill del seu tercer àlbum, Neon Ballroom.
A diferència dels primers senzills dels dos anteriors àlbums ("Tomorrow" i "Freak"), aquest no va arribar al capdamunt de la llista australiana de senzills (ARIA Singles Chart), però es va arribar a una meritòria tercera posició. La cançó també forma part del Big Shiny Tunes 4 editat per Much Music.
La cançó i el videoclip són una crítica als polítics i a la forma com controlen la societat. El videoclip representa una revolta social contra la classe política i la classe social que domina la societat. Hi apareix una dona que representa ser la presidenta o portaveu del govern demanant en suport de la gent, però la societat es revolta i assalta l'edifici on es realitza el discurs i resulta que la dona, realment, és un robot caracteritzat. Dirigit per Gavin Bowden i gravat en el Martin Place Amphiteatre de Sydney, va aconseguir el premi al millor videoclip de l'any en la gala dels MTV Video Music Award australians del 1999.

## Llista de cançons
CD Senzill AUS (MATTCD080) / CD Senzill EU (6668362) / Casset AUS (MATTC080)
1. "Anthem for the Year 2000"
2. "London's Burning"
3. "Untitled"
4. "The Millennium Bug (The Paul Mac Remix)"

Vinil 7" AUS (MATTVO80)
1. "Anthem for the Year 2000"
2. "Trash"

CD Senzill UK Ltd. Numbered (6670882)
1. "Anthem for the Year 2000"
2. "The Millennium Bug (The Paul Mac Remix)"

7" Picture Disc UK Ltd. Numbered
1. "Anthem for the Year 2000"
2. "The Millennium Bug (The Paul Mac Remix)"

Promo CD US (ESK41805)
1. "Anthem for the Year 2000 (Edit)"
2. "Anthem for the Year 2000 (album version)"